# Achsarbek Gulajev
Achsarbek Kazbekovič Gulajev (Gulaty) (* 23. srpna 1997) je původem ruský zápasník – volnostylař osetské (digorské) národnosti, který od roku 2017 reprezentuje Slovensko.

## Sportovní kariéra
Je rodákem z ruské autonomní republiky Severní Osetie-Alanie. Na olympijský volný styl se začal specializovat na sportovní škole Soslana Andijeva ve Vladikavkazu pod vedením bratrů Bazajevových. Mezi lety 2015 a 2016 zápasil za aluštský klub Bars separatistické Republiky Krym pod vedením Hnata Hreka (Ignata Greka).
Na Slovensko přišel se svým osobním trenérem Albertem Bazajevem na pozvání Rodiona Kertantyho v roce 2017. Slovenské občanství získal v prosinci 2018, ale za Slovensko mohl zápasit dříve na základě trvalého pobytu. Připravuje se a žije ve Vladikavkazu. Na Slovensku byl nejprve členem klubu ZK Olymp Partizánske, ze kterého v roce 2017 přestoupil do ZO Lokomotíva Rimavská Sobota.

## Výsledky
| Turnaj             | 2017 | 2018 | 2019 | 2020 | 2021 |
| Turnaj             | 20   | 21   | 22   | 23   | 24   |
| Turnaj             | -74  | -74  | -74  | -79  | -79  |
| ------------------ | ---- | ---- | ---- | ---- | ---- |
| Olympijské hry     |      |      |      |      |      |
| Mistrovství světa  | —    | úč.  | —    |      |      |
| Evropské hry       |      |      | úč.  |      |      |
| Mistrovství Evropy | —    | 5.   | —    | úč.  | 1.   |
| MS do 24 let       | 2.   | 5.   | —    |      |      |
| ME do 24 let       | úč.  | 2.   | 2.   |      |      |
| MS juniorů         | úč.  |      |      |      |      |
| ME juniorů         | 3.   |      |      |      |      |